# Gemeinreuth
Gemeinreuth ist ein Gemeindeteil der Stadt Schwarzenbach am Wald im Landkreis Hof (Oberfranken, Bayern). Gemeinreuth liegt in der Gemarkung Bernstein am Wald.

## Geografie
Das Dorf liegt auf einem Höhenzug des Frankenwaldes in einer Rodungsinsel. Ein Anliegerweg führt 350 Meter südöstlich zur Kreisstraße HO 28 bei Oberleupoldsberg.

## Geschichte
Gegen Ende des 18. Jahrhunderts bestand Gemeinreuth aus elf Anwesen (6 Gütlein, 5 Tropfhäuser). Die Hochgerichtsbarkeit sowie die Grundherrschaft über sämtliche Anwesen hatte das bayreuthische Verwaltungsamt Bernstein am Wald.
Von 1797 bis 1810 unterstand Gemeinreuth dem Justiz- und Kammeramt Naila. Infolge des Ersten Gemeindeedikts wurde Gemeinreuth dem 1812 gebildeten Steuerdistrikt Bernstein am Wald und der zugleich entstandenen Ruralgemeinde Bernstein zugewiesen. Am 1. Mai 1978 wurde Gemeinreuth im Zuge der Gebietsreform in Bayern nach Schwarzenbach eingegliedert.

### Einwohnerentwicklung
| Jahr      | 1799  | 1819  | 1861   | 1871   | 1885   | 1900   | 1925   | 1950   | 1961   | 1970   | 1987   | 2020  |
| Einwohner | 49    | 88    | 110    | 114    | 101    | 84     | 90     | 59     | 67     | 52     | 49     | 28    |
| Häuser    | 9     |       |        |        | 14     | 14     | 15     | 17     | 18     |        | 22     |       |
| Quel      | [ 9 ] | [ 6 ] | [ 10 ] | [ 11 ] | [ 12 ] | [ 13 ] | [ 14 ] | [ 15 ] | [ 16 ] | [ 17 ] | [ 18 ] | [ 1 ] |

## Religion
Gemeinreuth ist seit der Reformation evangelisch-lutherisch geprägt und bis heute nach St. Michael (Bernstein am Wald) gepfarrt.